# Phyllophaga aurea
Phyllophaga aurea är en skalbaggsart som beskrevs av Luginbill och Joseph Hannum Painter 1941. Phyllophaga aurea ingår i släktet Phyllophaga och familjen Melolonthidae. Inga underarter finns listade i Catalogue of Life.